# Bežigrad
Bežigrad je městská čtvrt Lublani, hlavního města Slovinska. Rozkládá se v severní části města a je přibližně ohraničena na jihu vlakovým nádražím a jižní dráhou, na západě železniční dráhou směrem na Kamnik, na severu dálničním obchvatem města a na východě Šmartinskou ulicí a hřbitovem Žale.
Hlavní tepnou čtvrti je Dunajska cesta (Vídeňská ulice), která jí protíná v severojižním směru. Bežigrad je převážně rezidenční čtvrt. I přesto se zde nachází, především v okolí Vídeňské ulice, řada obchodů a sídel firem. Na severním okraji leží sportovní centrum a fotbalový stadion Stožice, kde hraje své zápasy NK Olimpija Ljubljana i Slovinská fotbalová reprezentace. Kromě něj zde nalezneme i starý stadion Bežigrad, navržený Jože Plečnikem, který však již není v provozu a chátrá. Dále se zde nachází univerzitní kampus nebo rozestavěná Lublaňská mešita.